# Лысогорский, Николай Васильевич
Николай Васильевич Лысогорский (1867/1868 — 1919) — российский богослов.

## Биография
Родился в семье священника в Тамбовской губернии 25 декабря 1867 (6 января 1868) года. Окончил Тамбовскую духовную семинарию (1891) и Московскую духовную академию (1895) со степенью кандидата богословия.
С 1896 года преподавал гомилетику, литургику и практическое руководство для пастырей в Астраханской духовной семинарии, а с 1898 года, ещё и еврейский язык. С 1903 года преподавал латинский язык в Донской духовной семинарии.
В октябре 1906 года защитил в Киевской духовной академии магистерскую диссертацию «Московский митрополит Платон Левшин, как противораскольничий деятель» (Ростов-на-Дону, 1905).
С 1910 года — приват-доцент по кафедре истории церкви Харьковского университета.
С 1912 года — доцент по кафедре истории и обличения русского раскола старообрядчества Московской духовной академии.
В 1916 году в Петроградской духовной академии защитил докторскую диссертацию «Единоверие на Дону в XVIII—XIX вв.»  и в декабре был утверждён ординарным профессором Московской духовной академии по кафедре обличения и истории русского раскола.
С 1917 года читал лекции в Московском университете в качестве приват-доцента по кафедре истории церкви. С октября 1918 года — профессор 1-го МГУ.
Скончался 25 декабря 1919 года от сыпного тифа и воспаления лёгких.